# الریاض
الریاض (عربی: الرياض) یک روزنامه عربستان سعودی است که روزانه توسط بنیاد مطبوعات الیمامه منتشر می‌شود و سردبیر آن از اول اوت ۲۰۱۵ فهد بن راشد آل کریم است.

## تاریخ و شکل‌گیری
اولین شماره آن در ۱۱ مه ۱۹۶۵ به زبان عربی در پایتخت پادشاهی عربستان سعودی در تعداد محدودی منتشر شد و در حال حاضر تعداد صفحات تا ۵۲ صفحه در هر روز می‌رسد که ۳۲ صفحه آن رنگی منتشر می‌شود و برخی از شماره‌های این روزنامه تا ۱۸۰ صفحه نیز رسیده‌است و از روزنامه‌های کثیرالانتشار از نظر توزیع و خوانندگان و فضاهای تبلیغاتی در پادشاهی عربستان سعودی است، و بسیاری از نویسندگان شناخته شده و سردبیران را شامل می‌شود.
روزنامه الریاض وابسته به دولت عربستان سعودی بحساب می‌آید و علی‌رغم ممنوعیت ترکی السدیری به نوشتن در این روزنامه به دلیل انتقاد از وزارت تبلیغات در اواسط دهه هشتاد، اما ترکی السدیری کماکان از طرفداران این دولت باقی مانده‌است. روزنامه الجزیره از روزنامه‌های رقیب آن به ویژه در سطح خوانندگان است.

## منطقه المرقب
شروع کار روزنامه الریاض همزمان با آغاز حرکت توسعه در پادشاهی عربستان سعودی بود و در یک دفتر متوسط در منطقه المرقب در ریاض با شش صفحه و چاپ ابتدایی و یک رنگ و به قیمت چهار قروش کارش را آغاز کرد، در ابتدا تعداد ویرایشگرهای آن ده نفر بودند، منطقه المرقب قدیمی‌ترین محله این شهرستان از ریاض بود.

## منطقه الملز
در سال ۱۹۷۴ مدیریت روزنامه نقل مکان کرد و چاپخانه و کارکنان آن به منطقه مرحله دوم یعنی الملز منتقل شدند. این امر برای روزنامه (الریاض) جهش خوبی در کار روزنامه‌نگاری و محقق شدن آرزوها بود، که در آن تعداد صفحات افزایش پیدا کرد و چاپ افست رنگ، تغییر محتوا و فرم جدید ایجاد شد، تعداد کارکنان تکنسین‌ها و مدیران و سردبیران نیز افزایش یافت. این مرحله همچنین به ورود جوانان عربستان به کار در بخش‌های فنی (چاپ، درجه، مونتاژ، اجرا) شناخته می‌شود.
در ۱۹۸۰ بخش زنان در روزنامه الریاض افتتاح شد، که اولین بخش زنان در سطح مطبوعات عربستان بود و زنان به عنوان روزنامه‌نگار و نویسنده و سردبیر درکار جمع‌آوری اخبار در پادشاهی عربستان سعودی بکار گرفته شدند، اکثر روزنامه‌نگاران زن از دانشجویان دانشگاه سعود بودند.

## منطقه الصحافه
در مرحله سوم از مراحل کار تکامل روزانه، در ۱۸ دسامبر ۱۹۹۳ شاهزاده سلمان بن عبدالعزیز آل سعود، ساختمان جدید بنیاد ریاض الیمامه را افتتاح نمود و آخرین فناوری‌های چاپ بکار گرفته شد و از ابتدا تا پایان، تجهیزات مدرن، چاپ یک رنگ، اوج تکنیک‌های چاپ رنگی، استفاده شد. همچنین یک ساختمان و یک دفتر خصوصی در حدود ۲۰ هزار متر مربع ساخته شد.

## وب سایت الریاض
سایت روزنامه الریاض یکی از برجسته‌ترین و بزرگ‌ترین وب سایت‌های رسانه‌های عربی است، و دارای معدل بالای تعداد بازدیدکننده است که در حدود یک میلیون و نیم بازدید در روز دارد، که آن را در مقام اول وب سایت‌های عربستان سعودی قرار داده‌است، همچنین مهم‌ترین سایتی است که واکنش‌های فعال و مثبتی را در جامعه عربستان به‌دنبال داشته‌است و علاوه بر این بینندگان زیادی نیز از سایر کشورهای جهان را داراست.